# Школа пана Мауруса
Школа пана Мауруса («Indrek») — радянський художній фільм 1975 року, знятий на кіностудії «Талліннфільм».

## Сюжет
Сільський хлопець Індрек потрапляє в школу пана Мауруса. Ставши свідком фальші і лицемірства, герой приходить до заперечення буржуазної моралі і релігії. Дія фільму відбувається в Естонії на початку дев'яностих років XIX століття.

## У ролях
- Харрі Кирвітс — Індрек (дублював Борис Шинкарьов)
- Антс Ескола — Маурус (дублював Олексій Консовський)
- Марія Кльонська — Міральда (дублювала Юліана Бугаєва)
- Кальйо Кійськ — Войтинський (дублював Владислав Баландін)
- Рейн Арен — Слопашев (дублював Юрій Пузирьов)
- Аарне-Маті Юкскюла — Болотов (дублював Олексій Сафонов)
- Юрі Ярвет — вчитель закону Божого (дублював Андрій Тарасов)
- Хейно Мандрі — Тімуск (дублював Костянтин Карельських)
- Юрі Мюйр — Олліно (дублював Анатолій Ігнатьєв)
- Олев Ескола — Мійлінимм (дублював Артем Карапетян)
- Ільмар Таммур — Віхалепп (дублював Павло Винник)
- Рудольф Аллаберт — епізод
- Енн Краам — Тігапуу
- Мартін Вейнманн — епізод
- Юхан Війдінг — епізод
- Петро Волконський — епізод
- Юло Кіппар — епізод
- Паул Лаасік — епізод
- Лізл Лійса Ліндау — епізод
- Волдемар Пансо — епізод
- Міхкель Смелянський — епізод
- Матс Траат — епізод
- Маргус Туулінг — епізод

## Знімальна група
- Режисер — Мікк Міківер
- Сценаристи — Арво Круусемент, Лембіт Реммельгас
- Оператор — Михайло Дороватовський
- Композитор — Вельо Торміс
- Художник — Халья Клаар